# Олександропільська сільська рада (Солонянський район)
| Олександропільська сільська рада — орган місцевого самоврядування у Солонянському районі Дніпропетровської області з адміністративним центром у с. Олександропіль. Сільській раді підпорядковані населені пункти: - с. Олександропіль - с. Бутовичівка - с. Вільне - с. Гаркушине - с. Долинське - с. Кринички - с. Михайлівка - с. Новоандріївка - с. Петриківка - с-ще Тихе |

## Склад ради
Рада складається з 20 депутатів та голови.

## Керівний склад сільської ради
| ПІБ                       | Основні відомості                                    | Дата обрання | Дата звільнення |
| ------------------------- | ---------------------------------------------------- | ------------ | --------------- |
| Муркович Людмила Іванівна | Сільський голова, 1969 року народження, освіта вища, | 09.04.2002   |                 |
|                           |                                                      |              |                 |

Примітка: таблиця складена за даними джерела